# Franck Ducheix
Franck Ducheix, né le 11 avril 1962 à Renan, est un escrimeur français pratiquant le sabre.  Il est deux fois médaillé avec l'équipe de France de sabre aux Jeux olympiques d'été de 1984 et  1992.

## Palmarès
- Jeux olympiques
  -  Médaille d'argent au sabre par équipes aux Jeux olympiques de 1984 à Los Angeles
  -  Médaille de bronze au sabre par équipes aux Jeux olympiques de 1992 à Barcelone
- Championnats du monde d'escrime
  -   Médaille de bronze au sabre par équipes aux championnats du monde de 1989 à Denver